# 書院造

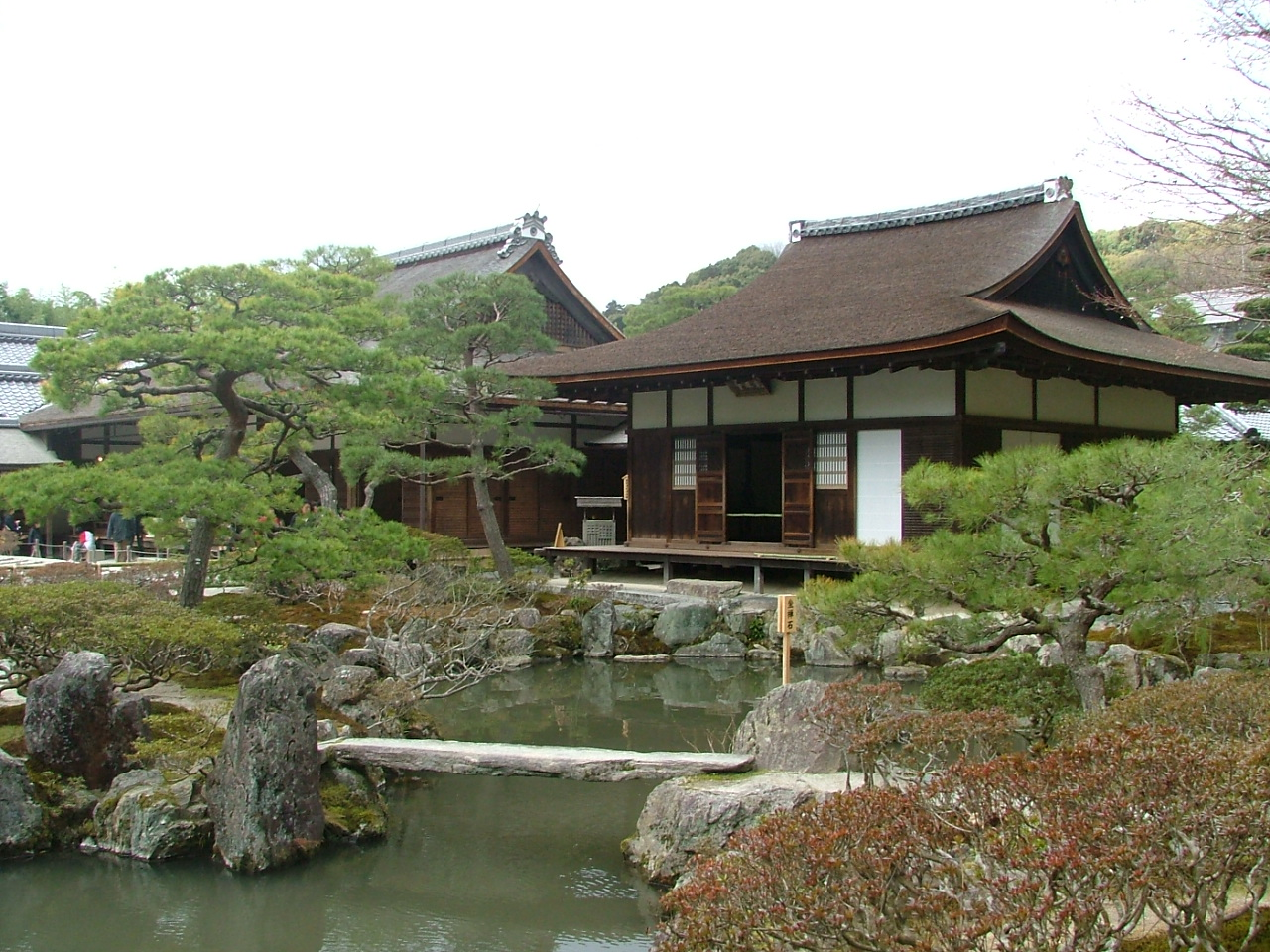
慈照寺東求堂

書院造（日语：／ Shoinzukuri）是日本室町時代至近世初期成立的住宅樣式。相對於以寢殿為中心的寢殿造，是以書院為建物中心的武家住宅形式，書院是書齋兼起居室的空間。之後的和風住宅受書院造強烈的影響。中世以降，作為武士的住居發展而成，所以，以前也稱作「武家造」。

## 概要
書院造是中世末期以降至近世初期，在平安時代的貴族住宅樣式「寢殿造」的基礎上，發展完成的以「書院」為主室的武家住宅樣式。隨著時代演進，可見從日常的住居轉換為接待客人的空間，再變成儀式場所的對面所。也可視為伴隨著武士社會地位的變化，轉換為公的空間。這也是與和平的平安王朝時代相異，在多戰亂的武士時代，座敷作為交涉、情報交換的場所的重要性增加而來。書院造作為接待客人的空間，日後增加洗練度，導致數寄屋座敷的誕生。

## 書院造之例
書院造的起源
- 慈照寺同仁齋

書院造完成
- 園城寺光淨院客殿

書院造進化
- 西本願寺白書院

特化成為對面所
- 二條城二之丸書院
- 西本願寺對面所

## 外部連結
- 初期書院造の平面図 （页面存档备份，存于）